# Мэкэле 70 Эндерта
«Мэкэле 70 Эндерта» (англ. Mekelle 70 Enderta F.C.) — эфиопский футбольный клуб из Мэкэле. В настоящее время клуб неактивен в связи с войной. На момент своего последнего участия в чемпионате, был одной из сильнейших команд.

## История
Клуб основан в 2007 году в Мэкэле для участия во втором дивизионе чемпионата Эфиопии. В сезоне 2016/2017 команда добилась второго места, что позволило ей выступать в Премьер-лиге Эфиопии. В своём первом участии в чемпионате команда добилась четвёртого места, будучи весь сезон одним из претендентов на титул. В новом сезоне команда в очередной раз сменила тренера, что сильно улучшило команду. Весь сезон команда была претендентом на титул, держась позади лидера «Фасил Сити», отставая всего на одно очко. В финальном туре чемпионата «Фасил» потерял важные два очка, сыграв ничью с «Шир Эндасселаси», в то время как «Мэкэле» выиграл свой матч с «Дыре-Дауа Сити», что позволило добиться своего лучшего достижения в истории — победы в Премьер-лиге Эфиопии. Данный результат вывел команду на Лигу чемпионов КАФ, но уступив «Кано Спорт Академи» из Экваториальной Гвинеи со счётом 2:3, остановилась на стадии предварительного раунда. В настоящее время команда играет с местными командами на любительском уровне, в связи с сепаратистским движением в регионе.

## Достижения
Премьер-лига Эфиопии
- Чемпион: 2019